# Armando Wila
Armando Lenín Wila Canga (ur. 12 maja 1985 w San Lorenzo) – ekwadorski piłkarz występujący na pozycji napastnika, reprezentant Ekwadoru.
Jego brat Polo Wila również był piłkarzem.

## Kariera klubowa
Wila jest wychowankiem zespołu Deportivo Cuenca, jako junior występował także przez krótki czas w drużynie Huaquillas FC. Jeszcze przed debiutem w ekwadorskiej Serie A był wypożyczany do trzecioligowych ekip Patria i Norte América. Do Cuency powrócił jesienią 2007 i wtedy właśnie rozegrał jedyny mecz dla tego klubu w najwyższej klasie rozgrywkowej. W 2008 roku na zasadzie wypożyczenia zasilił ekipę Rocafuerte, z którą wygrał trzecią ligę ekwadorską, natomiast cały rok 2009 spędził w pierwszoligowym Técnico Universitario, gdzie strzelił swojego pierwszego gola w Serie A – 7 lutego w przegranym 1:3 spotkaniu z Espoli. W sezonie 2010 był czołowym strzelcem klubu Independiente José Terán, dla którego zdobył dziewięć bramek w 38 spotkaniach, natomiast w rozgrywkach 2011 reprezentował barwy jednego z najbardziej utytułowanych zespołów w kraju – Barcelona SC, jednak ani tam, ani z żadnym z poprzednich klubów nie osiągnął większych sukcesów na najwyższym szczeblu ligowym.
Wiosną 2012 Wila został wypożyczony do meksykańskiego klubu Puebla FC. W tamtejszej Primera División zadebiutował 22 stycznia 2012 w przegranej 1:2 konfrontacji z Atlante.
| Sezon     | Klub                     | Kraj    | Rozgrywki         | Mecze | Bramki |
| --------- | ------------------------ | ------- | ----------------- | ----- | ------ |
| 2006      | CS Patria                | Ekwador | Segunda Categoría | ?     | ?      |
| 2007      | CS Norteamérica          | Ekwador | Segunda Categoría | ?     | ?      |
| 2007      | Deportivo Cuenca         | Ekwador | Serie A           | 1     | 0      |
| 2008      | Rocafuerte FC            | Ekwador | Segunda Categoría | ?     | ?      |
| 2009      | CD Técnico Universitario | Ekwador | Serie A           | 27    | 6      |
| 2010      | Independiente José Terán | Ekwador | Serie A           | 38    | 9      |
| 2011      | Barcelona SC             | Ekwador | Serie A           | 35    | 6      |
| 2011/2012 | Puebla FC                | Meksyk  | Primera División  | 9     | 0      |